# Lake Isabella (Michigan)
Lake Isabella est un village du comté d'Isabella, dans l'État du Michigan, aux États-Unis. En 2020, il comptait une population de 1 829 habitants.